# Skerjafjorður
Le Skerjafjorður est un fjord d'Islande situé dans le Sud-Ouest du pays, au sud de la capitale Reykjavik. Encadré au nord par la péninsule de Seltjarnarnes et au sud par celle d'Álftanes, il baigne les municipalités de Seltjarnarnes et Reykjavíkurborg au nord, Kópavogsbær à l'est et Garðabær au sud. Il est l'un des fjords de la Faxaflói, la grande baie du Sud-Ouest de l'Islande. Ses littoraux orientaux et méridionaux sont découpés en de nombreuses criques séparées par de petites péninsules.